# 26740 Camacho
26740 Camacho este un asteroid din centura principală de asteroizi.

## Descriere
26740 Camacho este un asteroid din centura principală de asteroizi. A fost descoperit pe 27 aprilie 2001 la Socorro, New Mexico, în cadrul proiectului LINEAR. Asteroidul prezintă o orbită caracterizată de o semiaxă mare de 3,19 ua, o excentricitate de 0,17 și o înclinație de 1,1° în raport cu ecliptica.